# Савчук Павло Іванович
Савчук Павло Іванович (28 лютого 1991 ― 06 лютого 2023) — український військовослужбовець, учасник російсько-української війни.

## Біографія
Закінчив на відмінно Струзьку школу. Вищу освіту здобув у Національному університеті державної податкової служби України, отримавши кваліфікацію бакалавра з міжнародної економіки, магістра з економіки підприємства (2013 р.)
Проживав у Києві, тут побудував кар’єру. Був начальником відділу продажів у ТОВ «ARDA TRADING», працював керівником відділення
дистрибуційної компанії. Мав десятки сертифікатів, дипломів, грамот.
З початком війни добровільно вступив у лави ЗСУ. Без вагань, не маючи військового досвіду став у ряди сміливців, які першими пішли боронити
країну. Разом з побратимами захищав та звільняв територію Київщини, був стрільцем 205-го окремого батальйону територіальної оборони Збройних
Сил України. 
Воював на Донецькому напрямку.
Загинув 6 лютого 2023 року внаслідок кулеметного обстрілу в м. Бахмуті, отримавши поранення несумісне з життям.

## Нагороди
- Орден «За мужність» III ступеня
- Медаль Київського міського голови Віталія Кличка «Честь. Слава. Держава»,
- Медаль «Хрест свободи» від митрополита Київського і всієї України.